# エノキグサ属
エノキグサ属（Acalypha）はトウダイグサ科の属で、450から500種の草本または低木を含む。世界の熱帯・亜熱帯を中心に一部は温帯まで分布し、特に南北アメリカに多くの種がある。日本では、東南アジアから東アジアにかけて分布するエノキグサ（A. australis）が雑草として庭や畑によく見られる。
花は単性でごく小さく、雌雄一緒または別の穂状花序をなし、その基部に総苞がある。葉は単葉で互生、鋸歯があり、葉脈が目立つものが多い。
園芸植物として最もよく知られるのはベニヒモノキ（A. hispida）とキャッツテール（A. reptans）で、赤い花序がよく目立つ。ほかにも数種が観葉植物として栽培され、これらは属名のアカリファで知られる。またA. bipartitaはアフリカの一部で野菜として利用される。

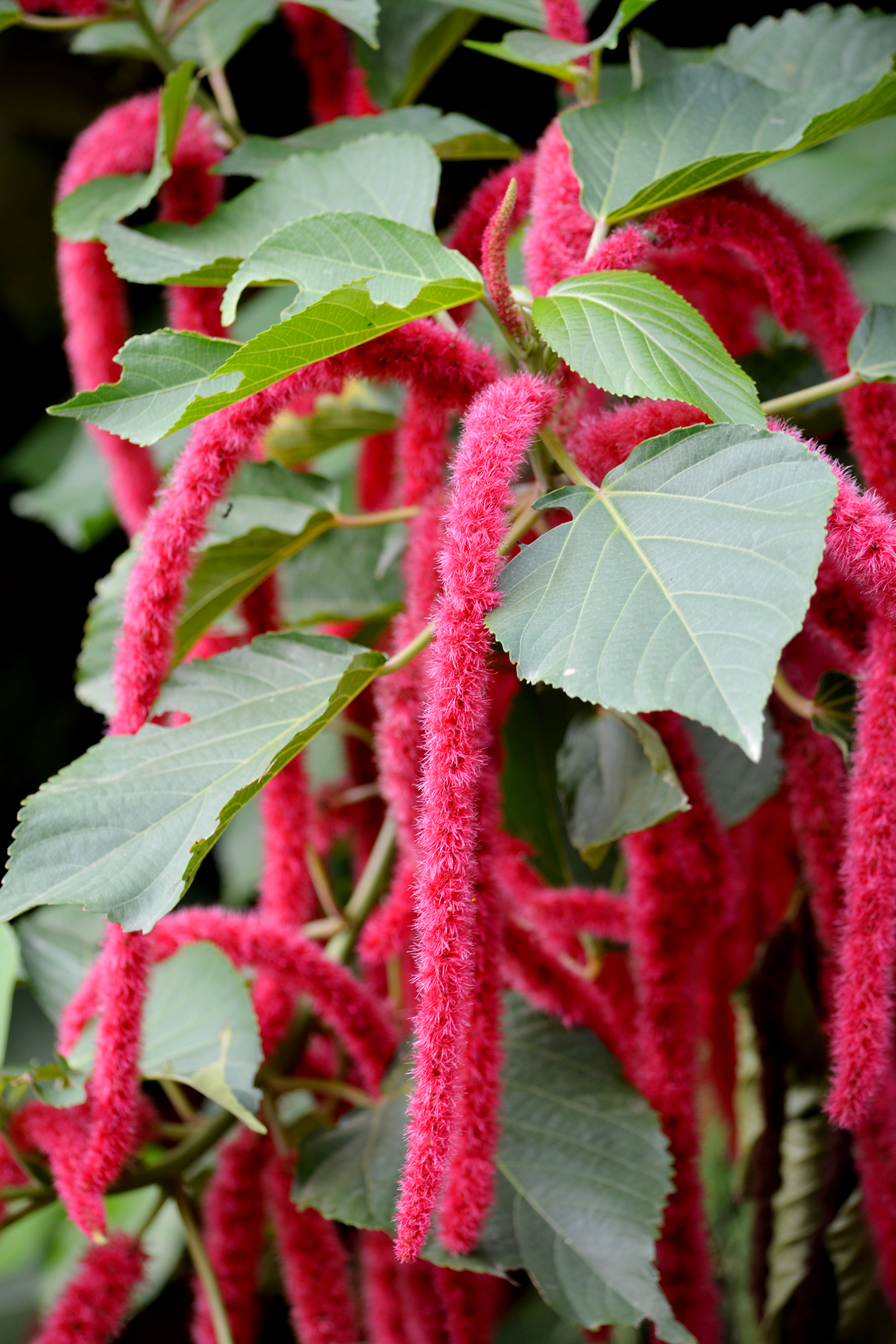
ベニヒモノキ(紅紐の木)

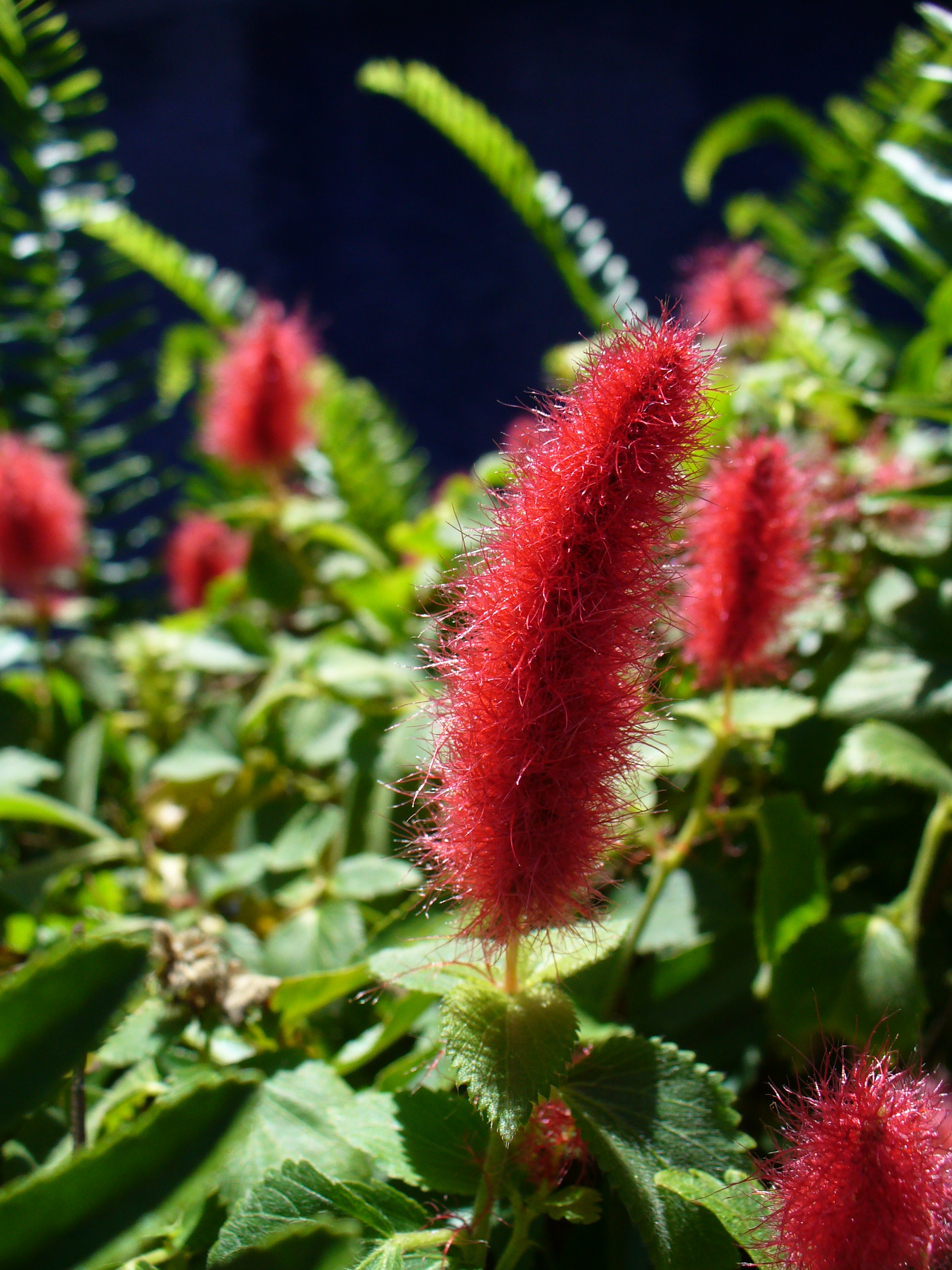
キャッツテール

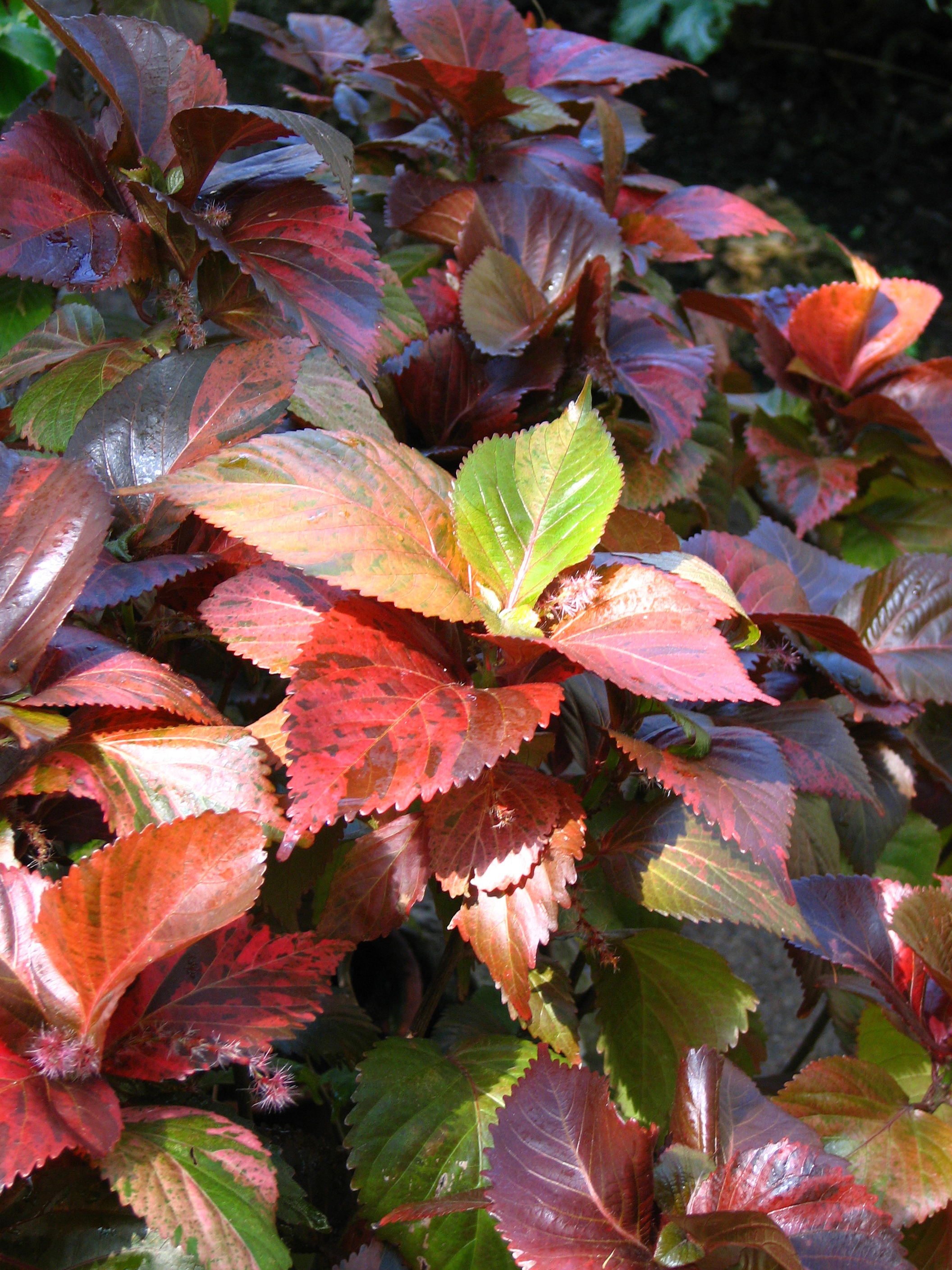
ニシキアカリファ(A. wilkesiana)